# Palacio de Justicia del Condado de Antrim
El Palacio de Justicia del Condado de Antrim (en inglés Antrim County Courthouse) es un edificio gubernamental ubicado en South Cayuga Street en Bellaire, en el estado de Míchigan (Estados Unidos). Fue designado Sitio Histórico del Estado de Míchigan en 1974 y se incluyó en el Registro Nacional de Lugares Históricos en 1980. Fue diseñado en 1879, pero la construcción no comenzó hasta 1904. A partir de 2014, alberga los tribunales del condado de Antrim y el fiscal.

## Historia
El condado de Antrim se creó en 1840, aunque el primer colono conocido no llegó hasta 1846, cuando Abram S. Wadsworth comenzó a vivir cerca de la ubicación de lo que ahora es Elk Rapids Township Hall. Para 1860, todavía había menos de 150 personas viviendo en el condado. Sin embargo, Elk Rapids, el asentamiento más antiguo, fue seleccionado como sede de condado, y en 1866 se construyó allí un pequeño palacio de justicia de madera.
Sin embargo, el condado estaba creciendo rápidamente y hubo un impulso para trasladar la sede a una ubicación más central. En 1879, en una votación cerrada, se decidió trasladar la sede del condado al pueblo de Bellaire, que fue planificado ese mismo año. Se compró una parcela lo suficientemente grande y el arquitecto de Traverse City, Jens C. Peterson, diseñó un palacio de justicia. Sin embargo, la votación cerrada provocó desafíos legales, y la elección fue apelada incluso ante la Corte Suprema de Míchigan. Esta, y otras disputas legales relacionadas, retrasaron la construcción durante 25 años. Como reemplazo se usaron las instalaciones de Bellaire.
La de la sede se formalizó tras otra votación. Entre 1904 y 1905 la firma Waterman and Price construyó por fin el edificio a partir de los planes originales de Peterson por un costo de 30 000 dólares. En 1921 se instaló un reloj fabricado por E. Howard Company de Boston y en 1922 una campana fabricada por E. VanDuzen Company de Cincinnati.
En 1977, se construyó un nuevo palacio de justicia para satisfacer las crecientes necesidades de la comunidad y las oficinas del condado se mudaron al año siguiente. Hubo alguna discusión sobre qué hacer con el edificio de 1905, y estuvo vacío durante 12 años. En 1990, los votantes del condado aprobaron 2,2 millones de dólares para renovaciones. Los tribunales del condado y el fiscal se establecieron en 1992.

## Descripción
El Palacio de Justicia del Condado de Antrim es un edificio rectangular de ladrillo rojo de 2 1⁄2 y medio de altura. Es una estructura ecléctica victoriana tardía construida sobre una base de arenisca gris con un techo a cuatro aguas y molduras de arenisca gris. La cornisa de acero galvanizado ha sido pintada y lijada a juego con la moldura de piedra. Un reloj de torre, de más de 30 m de altura, se proyecta desde el techo; una esfera de reloj de 2 m de diámetro se encuentra en la parte superior.